# 赫尔-格伦茨豪森
赫尔-格伦茨豪森（德語：Höhr-Grenzhausen，發音：[ˌhøːɐ̯ɡʁɛntsˈhaʊzn̩] ⓘ）是德国莱茵兰-普法尔茨州韦斯特林山县的城市，面积15.88平方千米，2023年12月31日人口为9,439人。

## 友好城市
- 義大利 莱圭利亚（1972年）
- 法國 欧苏瓦地区瑟米尔（1987年）